# Дери Сити
Дери Сити се намира в Северна Ирландия.
Има площ 387 км2 и население 109 800 души (2010).
Център на района е град Дери.